# Megadrome
MEGADROME è un nome di fantasia che viene adottato spesso nel mondo musicale, in particolare per locali, eventi e organizzazioni. Megadrome significa "Grande corsa", “Drome”, in italiano “dromo”, è utilizzato come secondo elemento in parole come autodromo, ippodromo, ecc. e deriva dal greco antico, traducibile con “corsa”.
L'associazione con la musica Techno avviene da sola, se pensiamo che lo sforzo fisico di chi balla questo genere musicale è paragonabile alla corsa, ma non solo, corsa è sinonimo di velocità e qui l'associazione diventa quasi perfetta.
In Germania dal 1993 è nato un locale notturno, il Megadrome a Radebeul, con una superficie di circa 4000 metri quadrati.
In Italia tra il 2000 e il 2001 sono stati realizzati da RND Promotion alcuni party hardcore col nome di "MEGADROME", ma ci sono tracce anche precedenti del suo utilizzo, si presume sempre nell'ambito dance legato al progressivo diffondersi della notorietà del locale tedesco.
Oggi questo nome in Italia è utilizzato da un'organizzazione artistica indipendente creata da Air Teo, attiva fin dall'inizio del 2005. I suoi componenti sono un gruppo di Artisti Storici techno hardstyle italiani che si avvalgono di parecchie collaborazioni con altri Artisti di fama Internazionale. Tra i Deejays nei loro Eventi si sono alternati in consolle : Air Teo, Tatanka, Bruno Power, Zenith, Activator, Vortex, Ginger, Daniele Mondello, Express Viviana, Super Marco May, Jimmy The Sound, Gianni Parrini, Doctor Zot, Davide Sonar, Francesco Zeta, Pherato, Kairos, Emiliano Effe, Raf Enjoy, Ivan Carsten Micky Vi, Cecco from Dylan, 2 Brothers Of Hardstyle, Micky Joint, Flower 2k, Stefano Psy, Andrea Nigro e molti altri. Accompagnati dalle voci di : Roberto Francesconi, Sandro Replay, Mr Fudo, Mad Bob, Joshua il Dalaylama, Ivan Talko, Danilo El Paris, Gogoffrè, Doghy, Simon Beta e molti altri. Come organizzazione artistica indipendente si intende un'associazione senza scopo di lucro, attiva nel promuovere la musica techno che negli ultimi anni ha subito un progressivo abbandono di pubblico a discapito del genere house.